# Fiodor Simashev
Fiodor Petrovich Simashev (en russe : Симашев, Фёдор Петрович, né le 13 mars 1945 à Verkhniï Bagryaj en RSSA tatare et mort le 20 décembre 1997) est un fondeur soviétique.

## Palmarès

### Jeux olympiques
| Épreuve / Édition | Grenoble 1968 | Sapporo 1972 |
| 15 km             | 26e           | Argent       |
| 30 km             |               | 6e           |
| 50 km             |               | 8e           |
| 4 × 10 km         |               | Or           |

### Championnats du monde
| Épreuve / Édition | Vysoke Tatry 1970 | Falun 1974 |
| 15 km             | Bronze            |            |
| 50 km             | 4e                |            |
| 4 × 10 km         | Or                | Argent     |